# Entodon werneri
Entodon werneri là một loài Rêu trong họ Entodontaceae. Loài này được (Herzog) W.R. Buck mô tả khoa học đầu tiên năm 1980.